# Centre d'art Neuchâtel
Le centre d’art Neuchâtel, abrégé CAN, est un centre d’art contemporain situé à Neuchâtel, en Suisse.

## Histoire et description
Le Centre d'art Neuchâtel ouvre le vendredi 11 mars 1995. Il se situe au centre-ville, rue des Moulins. Il est organisé sous forme d'association à but non lucratif.

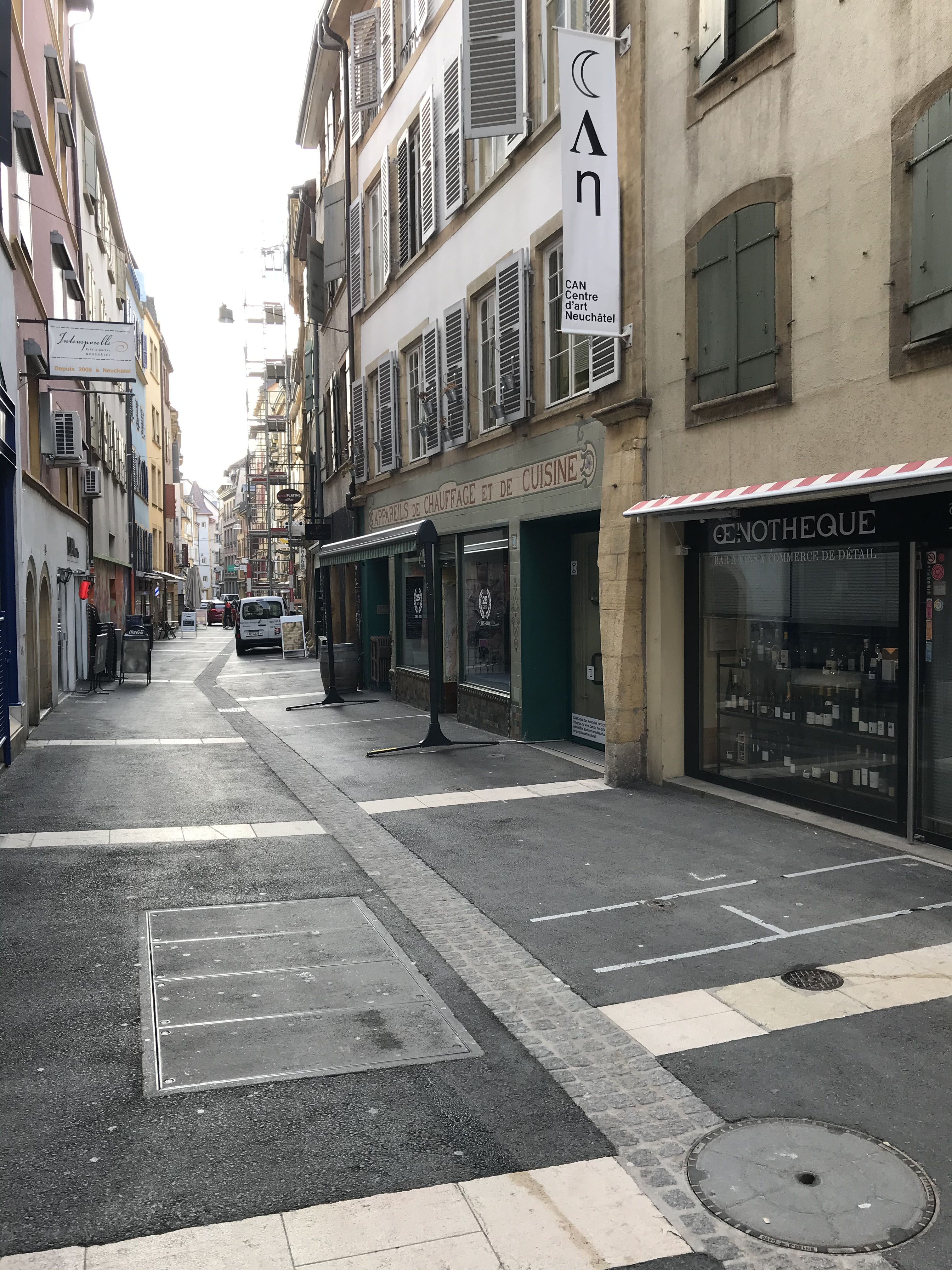
Vue de l’entrée du CAN, depuis le côté nord de la Rue des Moulins.

Son premier directeur artistique est Marc-Olivier Wahler. Annemarie Reichen lui succède en 2001.
Fonctionnant largement grâce à du bénévolat à ses débuts, le CAN traverse des difficultés dans les années 2000. À partir de 2002, les comptes ne sont plus tenus et le centre ferme pendant plusieurs mois en 2003. Le centre est repris en 2007 par l'association Kunstart, créée un an plus tôt, après le décès du président et cofondateur Jean-Pierre Huguet mi-novembre 2006. Arthur de Pury, issu de l'association Kunstart, dirige l'institution de 2008 à 2018,,. À la suite de son départ, une nouvelle équipe est nommée pour reprendre collectivement la gestion du centre d'art,.

## Expositions
- 2018 : Sympathie, exposition inaugurale de la nouvelle équipe[12]
- 2014 : Ideographic Insulation de Mariechen Danz[13]
- 2012 : Formal Pleasure de Tom Dale[14]
- 2011 : Jérôme Leuba et collectif Daar[15]
- 2010 : I am afraid of red, yellow and blue[16]
- 2009 : Here comes the sun de Martin Widmer[17]
- 2008 : Masse critique[18]
- 2006 : Kit-o-parts[19]
- 2005 : Girls, girls, girls[20]
- 2002 : Void : architecture[21]
- 1997 - 1998 : S. de Noritoshi Hirakawa[22]
- 1997 : NB : New-York- Berlin atelier d'artistes[23]
- 1995 : Is it Nice?[2]

## Publications
- CAN team – Martin Jakob, Sylvie Linder, Magali Pexa, Nicolas Raufaste, Julian Thompson, Liza Trottet, Sebastian Verdon, Sympathie, Neuchâtel, Centre d’art Neuchâtel, 2020, 90 p. (ISBN 978-2-9701371-0-8, présentation en ligne)